# 마단조
마단조(-短調)는 마(E) 음을 으뜸음으로 하는 단음계이다.
자연단음계, 화성단음계, 가락단음계는 다음과 같다.
브라우저에서 소리 재생을 지원하지 않습니다. 오디오 파일을 다운로드할 수 있습니다.
브라우저에서 소리 재생을 지원하지 않습니다. 오디오 파일을 다운로드할 수 있습니다.
브라우저에서 소리 재생을 지원하지 않습니다. 오디오 파일을 다운로드할 수 있습니다.

## 같이 보기
- 화음